# Rocinela kapala
Rocinela kapala là một loài chân đều trong họ Aegidae. Loài này được Bruce miêu tả khoa học năm 1988.